# آ لینگ
آ لینگ (به لاتین: A Ling) در لائوس است که در استان سکونگ واقع شده‌است.